# Iresine nigra
Iresine nigra är en amarantväxtart som beskrevs av Edwin Burton Uline och W. L. Bray. Iresine nigra ingår i släktet Iresine och familjen amarantväxter. Inga underarter finns listade i Catalogue of Life.